# Freddie Gibbs
Freddie Gibbs, pseudonimo di Freddie Tipton (Gary, 14 giugno 1982), è un rapper statunitense.
Ha firmato un contratto con l'Interscope Records nel 2009. Con l'EP Str8 Killa ha raggiunto nella classifica Billboard Top Heatseekers la posizione numero 13 e sempre nella classifica Billboard, ma nella categoria R&B Albums la posizione 48;  è universalmente annoverato come uno dei rapper migliori della sua generazione.

## Primi anni
Gibbs ha firmato un contratto con l'Interscope Records nel 2006 e ha registrato un album di debutto, ma un anno dopo la gestione di Interscope è cambiata e il rapper ha abbandonato.

## Carriera

### 2009: The Miseducation
Nel 2009, Freddie Gibbs ha pubblicato The Miseducation, una compilation di brani sia vecchi mixtape che inediti e midwestgangstaboxframecadillacmuzik, una collezione di musica interamente inedita. Entrambi sono stati pubblicati gratuitamente su Internet.

### 2011-2012: Mixtape
Il 31 ottobre 2011, Gibbs ha pubblicato il suo nono mixtape Cold Day In Hell, album nel quale figurano Young Jeezy, Juicy J, Freeway e Dom Kennedy. La produzione dell'album proviene da J.U.S.T.I.C.E. League, Big K.R.I.T., Cardo, DJ Burn One, Speakerbomb, Block Beattaz, Beatnick & K-Salaam e altri. Il 18 febbraio 2011, Freddie Gibbs ha annunciato sul suo sito web di aver formato un gruppo hip hop in Cleveland, insieme a Chip tha Ripper, Chuck Inglish e Mikey Rocks di The Cool Kids, per formare il Pulled Over by the Cops (P.O.C.). Il 25 settembre 2012, Gibbs ha pubblicato il suo decimo mixtape Baby Face Killa, con i featuring di Young Jeezy, Krayzie Bone, SpaceGhostPurrp, Dom Kennedy, Jadakiss, Kirko Bangz, Jay Rock, Currensy e altri. L'11 dicembre 2012 Gibbs ha annunciato di non essere più membro dell'etichetta CTE di Young Jeezy. Ha detto che non vanno molto d'accordo tra i due rapper.

### 2013-2016: ESGN, Piñata e Shadow of a Doubt
Il 6 aprile 2013, Gibbs faceva parte del Miami Beach Convention Center, in Florida, insieme ad altri artisti hip-hop, Brianna Perry e Ace Hood. Il 27 maggio 2013, Freddie Gibbs ha annunciato che avrebbe rilasciato il suo album di debutto ESGN il 9 luglio 2013. L'album è stato pubblicato il 20 giugno 2013, tre settimane prima della data di uscita prevista. Il 17 gennaio 2014, Gibbs ha annunciato che era al 75% del completamente del suo secondo album in studio Eastside Slim, che ha rilasciato quell'anno. Il 18 marzo 2014 Gibbs ha pubblicato un album in collaborazione con Madlib, intitolato Piñata. L'album ha ricevuto un riconoscimento universale dai critici di musica e ha raggiunto il 38º posto della Billboard 200 statunitense e il numero 7 della Top Rap Albums charts. Il suo prossimo album, Shadow of a Doubt, è stato pubblicato il 20 novembre 2015.

### 2017-presente: You Only Live 2wice, Bandana, Alfredo e Alfredo 2
L'8 marzo 2017, Gibbs è tornato annunciando il suo terzo album da solista, You Only Live 2wice, rivelando anche il pre-ordine disponibile e la data di uscita ovvero il 31 marzo 2017. Il primo singolo, "Crushed Glass", è stato rilasciato anche con un video musicale.
Il 22 giugno 2018 viene pubblicato l'album Freddie.
Nel 2019 pubblica l'album Bandana, mentre nel 2020 Alfredo in collaborazione con The Alchemist, entrambi acclamati da critica e pubblico e il secondo è stato candidato come miglior album rap del 2020 ai Grammy Awards.
Il 25 luglio 2025, Gibbs pubblica l'album Alfredo 2 sempre in collaborazione con The Alchemist, sequel dell'album pubblicato nel 2020. Il primo singolo dell'album nonché la sua intro, 1995, viene pubblicato il 17 luglio 2025.

## Questioni legali
Il 4 giugno 2016, Gibbs è stato arrestato per stupro prima di esibirsi in un concerto a Le Rex a Tolosa, in Francia, per un mandato d'arresto europeo emesso dall'Austria, dovuto ad un atto che Gibbs avrebbe commesso nel 2015. Ha partecipato ad un interrogatorio il 3 giugno 2016 ed è stato tenuto in custodia con la possibilità di un'eventuale estradizione in Austria. Il rapper doveva ancora esibirsi a Londra, Irlanda, Francia, Portogallo e Toronto. Il 23 giugno 2016, è stato estradato in Austria per le accuse di stupro. Gibbs disse "non ho intenzione di fuggire dalla giustizia, sia francese che austriaca". Il 16 agosto 2016, Gibbs è stato accusato di abusi sessuali su due donne. Il 30 settembre 2016, Gibbs è stato assolto da tutte le accuse relative all'abuso sessuale.
Di recente, il rapper è in conflitto con il rapper di Buffalo (NY) Benny the Butcher per motivi non molto chiari. Freddie spesso lanciava frecciatine sui Social rivolte a Benny stesso deridendolo per essere un po' stempiato in testa e rinfacciandogli il fatto che senza di lui, egli non sarebbe nessuno, mostrando il numero degli ascolti nelle tracce dove lui stesso è presente.

## Influenze musicali
Gibbs ha elencato Scarface, DMX, Tupac Shakur, Jay-Z, Nas, Bone Thugs-n-Harmony, Geto Boys, UGK, Three 6 Mafia, OutKast, Raekwon, Eminem, Twista, Ice Cube, Noreaga e Ol 'Dirty Bastard come alcune delle sue influenze musicali.

## Tecnica e stile
Dotato di grande senso del ritmo, ha un flow morbido e sciolto all'occorrenza, ed è in grado di rappare in modo eccellente su basi più cupe ed in modo più aggressivo. Per i suoi lavori si avvale spesso di produttori di prim'ordine come Madlib e The Alchemist, riuscendo a godere di ampi consensi da parte della critica.

## Riconoscimenti
I critici hanno riconosciuto la competenza di Gibbs e di avere tecnicamente e stilisticamente un'abilità unica da rapper. Gibbs ha aiutato anche nella composizione delle colonne sonore ufficiali di Max Payne 3, NBA 2K12, Sleeping Dogs e Grand Theft Auto V.

## Vita personale
Il 4 novembre 2014 Gibbs è stato colpito da alcuni proiettili sparati da un uomo seduto in una macchina, dopo aver finito un'esibizione in un negozio di dischi nel quartiere di Williamsburg, Brooklyn a New York.
Il rapper è scampato alla morte senza particolari rischi e due membri del suo entourage hanno sporto denuncia per ferite da arma da fuoco.

## Discografia

### Album
Album in studio
- 2013 – ESGN
- 2015 – Shadow of a Doubt
- 2017 – You Only Live 2wice
- 2018 – Freddie
- 2022 - Soul Sold Separately

Album collaborativi
- 2014 – Piñata (con Madlib)
- 2018 – Fetti (con The Alchemist e Curren$y)
- 2019 – Bandana (con Madlib)
- 2020 – Alfredo (con The Alchemist)
- 2025 – Alfredo 2 (con The Alchemist)

EP
- 2010 – Str8 Killa
- 2011 – Lord Giveth, Lord Taketh Away (con Statik Selektah)
- 2011 – Thuggin' (con Madlib)
- 2012 – Shame (con Madlib)
- 2013 – Deeper (con Madlib)
- 2014 – The Tonite Show (con The Worlds Freshest)
- 2014 – Knicks (Remix) (con Madlib)
- 2015 – Pronto

Mixtapes
- 2004 – Full Metal Jackit: The Mixtape [Vol. 1]
- 2004 – Full Metal Jackit: The Mixtape [Vol. 2]
- 2007 – Live from Gary, Indiana [Part 1]
- 2008 – Live from Gary, Indiana [Part 2]
- 2009 – The Miseducation of Freddie Gibbs
- 2009 – midwestgangstaboxframecadillacmuzik
- 2010 – Str8 Killa No Filla
- 2011 – Cold Day In Hell
- 2012 – Baby Face Killa

Raccolte
- 2009 – The Labels Tryin' to Kill Me: The Best of Freddie Gibbs